# 兴凯鱊
兴凯刺鰟鮍（学名：Acanthorhodeus chankaensis），又稱興凱鱊，为輻鰭魚綱鯉形目鱊科刺鰟鮍屬的鱼类。分布于俄国，朝鲜和中国黑龙江至广西等淡水流域，體長可達14.4公分，一般生活于温带浅水区域，水温18°C to 22°C。繁殖期時，雌魚會將卵產在雙殼類體內，幼魚孵化並留在雙殼類動物體內，直到它們能夠游泳。该物种的模式产地在兴凯湖。可作為食用魚及觀賞魚。

## 扩展阅读
維基物種上的相關：兴凯刺鰟鮍